# Heinrich Tietze

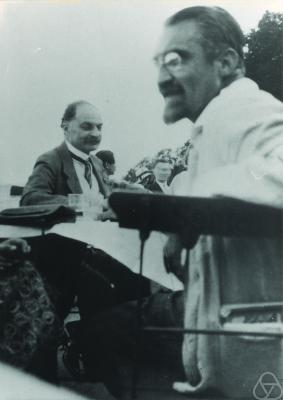
Heinrich Tietze (rechts), zusammen mit Fritz Hartogs

Heinrich Franz Friedrich Tietze (* 31. August 1880 in Schleinz bei Neunkirchen; † 17. Februar 1964 in München) war ein österreichisch-deutscher Mathematiker, der insbesondere auf dem Gebiet der Topologie tätig war.

## Leben
Heinrich Tietzes Vater war Emil Tietze (1845–1931), der Direktor der k.k. Geologischen Reichsanstalt war. Seine Mutter war Rosa von Hauer, Tochter des Geologen Franz Ritter von Hauer.
Tietze studierte ab dem Jahre 1898 an der Technischen Hochschule Wien. In dieser Zeit schloss er eine enge Freundschaft mit Paul Ehrenfest, Hans Hahn und Gustav Herglotz, mit welchen er als die „unzertrennlichen Vier“ bekannt war.
Herglotz schlug Tietze vor, ein Jahr in München zu verbringen. Diesem Vorschlag folgte er 1902, um sein Studium in München fortzusetzen. Nach seiner Rückkehr nach Wien begann er ein Promotionsstudium, betreut von Gustav von Escherich, und beendete dieses 1904 mit der Erlangung des Doktortitels (Promotionsschrift:  Funktionalgleichungen, deren Lösungen keiner algebraischen Differentialgleichung genügen). Danach, 1905, hörte er Vorlesungen Wirtingers über algebraische Funktionen und deren Integrale und entwickelte unter dem Eindruck dieser Vorlesungen das nachhaltige Interesse, das die Topologie zu seinem vorrangigen Forschungsgebiet werden ließ.
1908 legte er in Wien seine Habilitationsschrift über topologische Invarianten vor und wurde 1910 außerordentlicher Professor in Brünn, Mähren. 1913 wurde er ordentlicher Professor, doch der Ausbruch des Ersten Weltkrieges im Jahr 1914 unterbrach sein berufliches Schaffen.
Tietze wurde zum Militärdienst in den österreichischen Streitkräften einberufen und war Soldat bis zum Ende des Krieges, woraufhin er nach Brünn zurückkehrte. Im darauffolgenden Jahr, 1919, folgte er einem Ruf an die Universität Erlangen und sechs Jahre später einem Ruf an die Ludwig-Maximilians-Universität München, wo er bis zum Ende seines Lebens blieb.
1925 war er Präsident der Deutschen Mathematiker-Vereinigung. 1929 wurde er zum ordentlichen Mitglied der Mathematisch-naturwissenschaftlichen Abteilung der Bayerischen Akademie der Wissenschaften gewählt. Er war auch Mitglied der Österreichischen Akademie der Wissenschaften (1959).
Er zog sich 1950 von seiner Lehrtätigkeit an der Universität zurück, führte die mathematische Forschung jedoch fast bis zu seinem Tode im Jahre 1964 weiter. Er erreichte ein Alter von 83 Jahren.

## Werk
Tietze arbeitete vor allem über Topologie, aber auch z. B. über Elementargeometrie (Konstruktionen mit Zirkel und Lineal), Zahlentheorie, gewöhnliche und verallgemeinerte Kettenbrüche. Tietze leistete wichtige Beiträge in den Anfangsjahren der Topologie.
Im Zusammenhang mit dem Kartenfärbungsproblem bewies er einen Satz über die Nachbargebiete auf nicht orientierbaren Flächen. Er gab auch einen einfachen Beweis (der sich auch in seinem populärwissenschaftlichen Mathematikbuch findet), warum das zum Vierfarbensatz analoge Problem in drei oder mehr Dimensionen nicht vorhanden ist. Dazu konstruierte er {\displaystyle n} Körper im dreidimensionalen Raum, die sich alle gegenseitig berühren: Man lege {\displaystyle n} Balken in einer Reihe 1 nebeneinander und {\displaystyle n} weitere Balken, relativ um neunzig Grad gedreht, in einer Reihe 2 darüber. Dann definiere man die {\displaystyle n} Körper als zusammengesetzt aus jeweils einem Balken der Reihe 1 und der Reihe 2.
Er arbeitete auch über den Jordanschen Kurvensatz und zeigte, dass jede auf einer abgeschlossenen Menge des {\displaystyle n-}dimensionalen Raumes beschränkte, stetige Funktion sich auf den ganzen Raum als stetige Funktion fortsetzen lässt (Fortsetzungssatz von Tietze). Tietze untersuchte auch Knoten mit Methoden der kombinatorischen Gruppentheorie. In der Konvexgeometrie bewies er den Satz von Tietze.
1908 untersuchte er die Fundamentalgruppe und die Homologiegruppen, die Henri Poincaré 1895 in die Topologie einführte, um topologische Räume zu klassifizieren. Tietze stellte die Fundamentalgruppe durch Erzeuger und Relationen dar und bewies (mit seinen Tietze-Transformationen zwischen den Darstellungen der Fundamentalgruppe) ihre topologische Invarianz. In diesem Zusammenhang formulierte er das Isomorphismusproblem für Gruppen (nämlich, ob es einen Algorithmus gibt, um zu entscheiden, ob zwei durch eine endliche Anzahl von Erzeugern und Relationen beschriebene Gruppen isomorph sind). Poincaré versuchte, die topologische Invarianz von Homologiegruppen zu beweisen, indem er zeigte, dass sie bei verfeinerten Triangulierungen des Raumes invariant blieben. Damit stellte sich das Problem zu zeigen, dass solche Triangulationen bis auf Unterteilungen eindeutig sind, was Poincaré implizit angenommen hatte. Tietze wies darauf hin, dass ein Beweis nötig sei, und das Problem ist als Hauptvermutung in die Geschichte der Topologie eingezogen (der Name stammt von Hellmuth Kneser). Sie wurde erst in den 1960er Jahren durch John Milnor, Dennis Sullivan, Robion Kirby u. a. bewiesen bzw. (in höheren Dimensionen) widerlegt.
Mit den von Tietze eingeführten Linsenräumen gelang es James Waddell Alexander 1919, eine Vermutung von Poincaré zu widerlegen, da sie Beispiele für nicht-homöomorphe Räume mit gleicher Fundamentalgruppe liefern.
Bekannt ist er auch für sein Buch Gelöste und ungelöste Probleme aus alter und neuer Zeit (München 1949).

## Auszeichnungen
- 1959: Bayerischer Verdienstorden

## Schriften
- Gelöste und ungelöste Probleme der Mathematik aus alter und neuer Zeit. 14 Vorträge für Laien und für Freunde der Mathematik, 2 Bände, Biederstein Verlag, München 1949
- Über Schachturnier-Tabellen, Mathematische Zeitschrift, Band 67, 1957, S. 188.
- Einige Bemerkungen zum Problem des Kartenfärbens auf einseitigen Flächen, Jahresbericht DMV 1910
- Über Funktionen, die auf einer abgeschlossenen Menge stetig sind, Journal für Reine und Angewandte Mathematik, Band 145, 1915
- Über die mit Lineal und Zirkel und die mit dem rechten Zeichenwinkel lösbaren Konstruktionsaufgaben, Mathematische Zeitschrift Band 46, 1940
- mit Leopold Vietoris Beziehungen zwischen den verschiedenen Zweigen der Topologie, Enzyklopädie der Mathematischen Wissenschaften 1929
- Über die Anzahl der stabilen Ruhelagen eines Würfels, Elemente der Mathematik Band 3, 1948
- Über die topologische Invarianten mehrdimensionaler Mannigfaltigkeiten, Monatshefte für Mathematik und Physik, Band 19, 1908, S. 1–118.
- Über Simony Knoten und Simony Ketten mit vorgeschriebenen singulären Primzahlen für die Figur und für ihr Spiegelbild, Mathematische Zeitschrift Band 49, 1943, S. 351. (Knotentheorie)